# Championnat d'Italie de football 1903

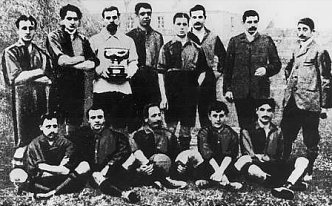
Les joueurs du Genoa posant avec la coupe du championnat d'Italie, en 1903.

Le Championnat d'Italie de football 1903 est la sixième édition du championnat d'Italie. Le Genoa Cricket and Football Club remporte son 5e titre de champion depuis l'inauguration du championnat en 1898.
Le champion en titre est directement qualifié pour la finale. 

## Eliminatoire
| dimanche 1er mars 1903. | FBC Juventus     | 5 - 0 | FC Torinese | Campo Piazza d'Armi, Turin |
| dimanche 1er mars 1903. | Buteurs inconnus |       |             | Campo Piazza d'Armi, Turin |

| dimanche 8 mars 1903 | Audace Torino  | 1 - 2 | FBC Juventus     | Turin |
| dimanche 8 mars 1903 | Buteur inconnu |       | Buteurs inconnus | Turin |

| dimanche 15 mars 1903 | FBC Juventus     | 7 - 1 | Andrea Doria   | Campo Piazza d'Armi, Turin |
| dimanche 15 mars 1903 | Buteurs inconnus |       | Buteur inconnu | Campo Piazza d'Armi, Turin |

## Demi-finale
| dimanche 22 mars 1903 | Milan | 0 - 2           | FBC Juventus | Campo dell'Acquabella, Milan |
| dimanche 22 mars 1903 |       | Forlano Malvano |              | Campo dell'Acquabella, Milan |

## Finale
| lundi 13 avril 1903 | Genoa                                          | 3 - 0 | FBC Juventus | Ponte Carrega, Gênes |
| lundi 13 avril 1903 | Walter Agar Edward Dapples c.s.c d'un turinois |       |              | Ponte Carrega, Gênes |

## Effectif du Genoa Cricket and Football Club
- James Spensley
- Paolo Rossi
- Etienne Bugnion
- Edoardo Pasteur I
- Senft
- Alfredo Cartier
- Walter Agar
- Giovanni Foffani
- Edward Dapples
- Montaldi
- Ernesto Pasteur II

## Référence
1. ↑  La phase éliminatoire a probablement débuté le 22 février 1903 avec le match Torinese-Audace. Aucune source n'indique si la partie a été jouée.